# Galaxy 19
Galaxy 19 — супутник зв'язку, що належить компанії Intelsat, розташований на 97° зах. довг. та обслуговує ринок Північної Америки. Galaxy 19 прийшов на зміну Galaxy 25, термін експлуатації якого наближається до завершення, і його перенесено на 93,1° зах. довг.. Створений компанією Space Systems Loral як частина лінійки FS-1300. Galaxy 19 раніше був відомий як Intelsat Americas 9 і був успішно запущений 24 вересня 2008 року. Він надає послуги в діапазоні C і Ku.
Клієнтами Galaxy 19 є попередні клієнти Galaxy 25. Розширені послуги становлять потужніші транспондери C-діапазону та Ku- діапазону, а також нову послугу високопотужного Kа-діапазону. Станом на серпень 2017 року Galaxy 19 транслювало 172 безкоштовні канали для північноамериканського телебачення з різноманітного списку національних і міжнародних джерел.
Galaxy 19 був запущений за допомогою Морського старту.